# Caroline Sunshine
Caroline Sunshine (ur. 5 września 1995) – amerykańska aktorka, tancerka i piosenkarka. Występowała w roli Tinki Hessenheffer w serialu Disneya Taniec rządzi.

## Wczesne lata
Caroline Sunshine urodziła się 5 września 1995 roku, w Atlancie, w stanie Georgia. Jej matka ma na imię Karen, a ojciec Thom. Caroline ma dwóch młodszych braci: Johna (ur. 1997) i Christophera (ur. 2000).  Wychowała się w Hrabstwie Orange, w Kalifornii. Rozpoczęła lekcję baletu w wieku 3 lat. Sunshine w przedszkolu otrzymała swoją pierwszą nagrodę za rolę Złotowłosej w przedstawieniu Złotowłosa i trzy misie.

## Kariera
W 2006 roku, gdy Caroline miała 11 lat, zaczęła brać udział w profesjonalnych przesłuchaniach. Dostała swoją pierwszą rolę w reklamie Amazing Allysen. W 2010 roku zdobyła rozgłos dzięki roli w swoim pierwszym filmie Marmaduke. Od 2010 roku Sunshine gra w popularnym serialu Taniec rządzi, uczennicę z Europy – Tinkę Hessenheffer, siostrę Güntera Hessenheffera (Kenton Duty). Dziewczyna mówi, że gdy gra Tinkę, wzoruje się na Sharpay z High School Musical.

## Życie prywatne
Caroline obecnie mieszka w hrabstwie Orange, w Kalifornii, razem z rodzicami i braćmi. Uwielbia podróże, gotowanie i spędzanie czasu na świeżym powietrzu (surfing, rafting, nurkowanie). Pomaga też dzieciom chorym na raka.

## Filmografia

### Film
| Rok  | Film                                       | Rola               | Notka |
| ---- | ------------------------------------------ | ------------------ | ----- |
| 2010 | Marmaduke – pies na fali                   | Barbara Winslow    | –     |
| 2012 | Shake It Up: Made In Japan - Taniec rządzi | Tinka Hessenheffer | –     |

### Telewizja
| Rok            | Serial            | Rola               | Notki                                          |
| -------------- | ----------------- | ------------------ | ---------------------------------------------- |
| 2008           | What's the World  | ona sama           | –                                              |
| 2010           | Made in Hollywood | ona sama           | –                                              |
| 2010           | Team Spitz        | Lizzie Spitz       | –                                              |
| 2010 – obecnie | Taniec rządzi     | Tinka Hessenheffer | rola drugoplanowa (sezon 1.)/główna (sezon 2.) |
| 2012           | Nadzdolni         | Ella               | odcinek Some EnchANTed Evening                 |